# Kupittaankatu
Kupittaankatu est une rue à Turku en Finlande.

## Présentation
Longue d'environ 3 kilomètres, Kupittaankatu longe le bord sud-est de la zone de plan hippodamien du centre-ville et parcourt les quartiers I, II, III, IV et V.
Kupittaankatu commence à l'intersection de Kaivokatu, Lenkkipolu et Kupittankuja et se termine au début de Pontuksentie.
Kupittaankatu est plus calme en matière de trafic qu'Itäinen Pitkäkatu, qui va dans la même direction vers le nord, et son prolongement Stålarminkatu, qui absorbe le trafic de transit de la zone.
Cependant, plusieurs artères nord-sud traversent Kupittaankatu, dont les plus fréquentées sont Uudenmaankatu–Uudenmaantie, Kaskenkatu et Kuninkaankartanonkatu venant du centre, dont le trafic bifurque vers Askaistentie et après avoir parcouru une bonne centaine de mètres longe Kupittaankatu jusqu'à Uittamontie.
Kupittaankatu est principalement une rue résidentielle.
À son extrémité nord-est, il y a des immeubles résidentiels, dans le quartier II de l'autre côté de la rue, il y a déjà des maisons individuelles (les Ruotsalaistalot (fi)), et au fur et à mesure que l'on va vers la mer, il y a des maisons individuelles des deux côtés de la rue, en de nombreux endroits de vieilles maisons en bois.
L'autre côté de la rue, dans le quartier I, est occupé par le parc Kupittaanpuisto, et plus loin le long de la rue se trouvent, entre-autres, l'école Puropello, le centre commercial situé entre Askaistentie et Uittamontie, ainsi que le parc de Fleming.
Kupittankatu est interrompue par un parc dans la section entre Laivamiehenkatu et Perämiehenkatu, puis la rue continue un peu plus.

## Bâtiments et parcs de la rue
| N°                | Bâtiment                | Architecte       | Image | R. |
| Quartiers I et II |                         |                  |       |    |
| 15, 17, 19        | Bâtiments résidentiels  |                  |       |    |
| 23, 25, 27        | Bâtiments résidentiels  |                  |       |    |
| 57                | Ecole de Purupelto      |                  |       |    |
|                   | Immeubles de Tonttumäki |                  |       |    |
| Quartier III      |                         |                  |       |    |
| 85, 87, 89        | Maisons en bois         | Kaarlo Thomander |       |    |
| 93, 95, 97        | Maisons en bois         |                  |       |    |
| 114, 116 118      | Maisons en bois         |                  |       |    |
| 146               | Centre commercial       |                  |       |    |
|                   | Kupittaanpuisto         |                  |       |    |